# Campionato svizzero di calcio a 5 2008-2009
Il Campionato svizzero di calcio a 5 2008-2009 è stato il quinto Campionato svizzero di calcio a 5, disputato durante la stagione 2008/2009. La prima fase si è composta di due gironi di otto squadre ciascuno, che hanno designato le otto partecipanti ai playoff incrociati giocati a Neufeld, Bulle e Wankdorf. La vittoria finale è stata ad appannaggio del FC Seefeld Zürich al secondo titolo nazionale.

## Girone Est
| Pos | Squadra              | Pti | G | V | N | P | GF | GS |
| --- | -------------------- | --- | - | - | - | - | -- | -- |
| 1   | F.T. Schaffhausen    | 18  | 7 | 6 | 0 | 1 | 77 | 41 |
| 2   | Union 7 FC Zürich    | 15  | 7 | 5 | 0 | 2 | 47 | 49 |
| 3   | FC Seefeld Zürich    | 13  | 7 | 4 | 1 | 2 | 50 | 45 |
| 4   | MNK Croatia 97       | 9   | 7 | 3 | 0 | 4 | 48 | 44 |
| 5   | Futsal Team Dinamo   | 9   | 7 | 3 | 0 | 4 | 43 | 49 |
| 6   | Basilea              | 8   | 7 | 2 | 2 | 3 | 44 | 51 |
| 7   | SL Benfica Rorschach | 7   | 7 | 2 | 1 | 4 | 42 | 47 |
| 8   | SPVGG Züri 86        | 2   | 7 | 0 | 2 | 5 | 42 | 67 |

|  | Play-Off |

## Girone Ovest
| Pos | Squadra                | Pti | G | V | N | P | GF | GS |
| --- | ---------------------- | --- | - | - | - | - | -- | -- |
| 1   | Uni Futsal Team Bulle  | 18  | 7 | 6 | 0 | 1 | 42 | 27 |
| 2   | Mobulu Futsal UNI Bern | 17  | 7 | 5 | 2 | 0 | 57 | 24 |
| 3   | Lusitanos Futsal       | 13  | 7 | 4 | 1 | 2 | 34 | 41 |
| 4   | NK Tomislavgrad Bern   | 9   | 7 | 3 | 0 | 4 | 36 | 43 |
| 5   | FC Concordia           | 8   | 7 | 2 | 2 | 3 | 35 | 40 |
| 6   | FC Peseux Comète       | 7   | 7 | 2 | 1 | 4 | 26 | 29 |
| 7   | Lausanne Futsal Club   | 6   | 7 | 2 | 0 | 5 | 36 | 33 |
| 8   | FC Cosmos Genève       | 3   | 7 | 1 | 0 | 6 | 32 | 61 |

|  | Play-Off |

## Playoff

### Quarti
| 8 febbraio 2009 | Union 7 Futsal Club Zürich | 3 – 4 | Lusitanos Futsal |  |

| 8 febbraio 2009 | Mobulu Futsal UNI Bern | 4 – 8 | FC Seefeld Zürich |  |

| 8 febbraio 2009 | Futsal Team Schaffhausen | 8 – 5 | NK Tomislavgrad Bern |  |

| 8 febbraio 2009 | Uni Futsal Team Bulle | 9 – 8 (DCR) | Futsal Team Dinamo |  |

## Semifinali
| 15 febbraio 2009 | Lusitanos Futsal | 4 – 13 | Futsal Team Schaffhausen |  |

| 15 febbraio 2009 | FC Seefeld Zürich | 6 – 0 | Uni Futsal Team Bulle |  |

## Finale
| 22 febbraio 2009 | Futsal Team Schaffhausen | 7 – 9 (DCR) | FC Seefeld Zürich |  |